# Luis Advíncula
Luis Jan Piers Advíncula Castrillón (Chincha, 1990. március 2. –) perui labdarúgó, 2017 óta a mexikói Lobos de la BUAP középpályása.

## Pályafutása
2012-ben a perui Sporting Cristal játékosaként bajnokságot nyert. 2017 elején a mexikói Tigres de la UANL-hoz igazolt.